# Tevita Kuridrani
Tevita Kuridrani (nacido en Suva el 31 de marzo de 1991) es un jugador de rugby australiano de origen fiyiano, que juega de centro exterior para la selección de rugby de Australia y, actualmente (2015) para los Brumbies del Super Rugby.

## Familia y primeros años
Ratu Tevita Kuridrani nació en Suva, Fiyi, hijo de Inosi y Litiana Kuridrani, y creció en el pequeño pueblo fiyiano de Namatakula. Comenzó a jugar al rugby mientras estudiaba en la escuela primaria de Vatuwaqa, y formó parte del equipo de Suva Milo Kaji jugando a niveles sub-12 y sub-13. Acudió a la Lelean Memorial School en Suva, antes de trasladarse con su familia a Australia en 2007.
Kuridrani acudió a la Corinda State High School, y jugó rugby league y rugby union en Brisbane. Kuridrani está relacionado con varios jugadores de rugby bien conocidos. Es sobrino de Noa Nadruku, y primo de Lote Tuqiri, Samu Wara, Nemani Nadolo, y Chris Kuridrani.

## Carrera
Después de jugar rugby Premier Colts en 2009 para la University of Queensland Rugby Club, Kuridrani fue elegido para el equipo sub-19 de Brisbane a finales de ese año. En 2010, fue seleccionado para Fiyi sub-20, y jugó de centro exterior en el Campeonato Mundial de Rugby Juvenil de 2010, celebrado en Argentina. Fue miembro del equipo de rugby de la Universidad que ganó la Hospital Cup en 2010, y fue elegido para el equipo de Brisbane sub-19 de nuevo.
Kuridrani fue seleccionado para el equipo de rugby a siete de Argentina y jugó en la serie mundial de Rugby a 7 2010–11. Se unió a la academia de los Queensland Reds en el año 2011. Kuridrani jugó de ala para el equipo de Australia sub-20 en la Copa Mundial de Rugby Juvenil 2011, que tuvo lugar en Italia, antes de que Jake White firmara con él para unirse a los Brumbies antes de la temporada de Super Rugby 2012 en un contrato de dos años.
En 2012, hizo su debut en el Super Rugby con los Brumbies contra los Reds saliendo del banquillo en Brisbane. En su segunda temporada con los Brumbies, Kuridrani se consolidó como titular en el puesto de centro, y fue miembro del equipo inicial de los Brumbies que derrotó a los British and Irish Lions en 2013.
Después de que los Brumbies jugaran la final del Super Rugby en 2013, Kuridrani fue seleccionado para el equipo de los Wallabies por el entrenador Ewen McKenzie. Debutó en un partido contra Nueva Zelanda en Sídney el 17 de agosto de 2013. Más tarde, ese mismo año, Kuridrani fue sancionado por un placaje peligroso (tip-tackle) mientras jugaba contra Irlanda y fue suspendido durante cinco semanas.
Sus buenas actuaciones hicieron que fuese seleccionado con regularidad para jugar con los Wallabies y también ha ganado muchas distinciones de "Hombre del partido".
Ha sido seleccionado para el equipo nacional que juega la Copa Mundial de Rugby de 2015. En la aplastante victoria 65-3 frente a Uruguay, Kuridrani anotó uno de los once ensayos de su equipo. Volvió a anotar en el partido de cuartos de final, en el que Australia derrotó a Escocia 35-34 en el estadio de Twickenham. En la final de la Copa Mundial, perdida por Australia 17-34 frente a Nueva Zelanda, Tevita Kuridrani anotó el segundo de los dos ensayos de su equipo.